# 꽁보리밥
꽁보리밥은 한국 요리의 하나로 보리로만 짓거나 아니면 보리를 반 이상 넣어 지은 밥이다.

## 같이 보기
- 보리밥
- 밥 (한국 음식)